# Fujiya Matsumoto
Fujiya Matsumoto (* 25. März 1932 in Numazu; † 12. März 2022) war ein japanischer Regattasegler.

## Werdegang
Fujiya Matsumoto belegte zusammen mit Masao Yoshida und Takeshi Hagiwara bei den Olympischen Spielen 1964 in Tokio den 14. Platz in der 5,5-m-R-Klasse.